# Ursula (Schiff, 1973)
Die Ursula war eine 1973 gebaute, ehemalige Fähre der schwedischen Reederei Stockholms Rederi AB Svea.

## Geschichte

### Ursula
Das Schiff wurde unter der Baunummer 569 auf der Werft Jos L. Meyer in Papenburg für die schwedische Reederei Stockholms Rederi AB Svea gebaut. Es war das dritte einer aus drei baugleichen Schiffen – Betula, Regula und Ursula –  bestehenden Serie der Reederei.
Die Kiellegung des Schiffes erfolgte am 1. Mai 1972, der Stapellauf am  16. November 1972 und die Ablieferung am 12. März 1973. Das Schiff kam unter der Flagge Schwedens mit Heimathafen Helsingborg zwischen Helsingborg in Schweden und Helsingør in Dänemark in Fahrt. Die Indienststellung auf der Strecke erfolgte am 22. März 1973. Betrieben wurde die Fähre von der schwedischen Reederei Linjebuss International, ein Tochterunternehmen von Stockholms Rederi AB Svea.
1980 ging die Reederei in der Scandinavian Ferry Line auf.
1985 wurde die Fähre auf der Helsingør Skibsværft umgebaut. Dabei wurden die öffentlichen Bereiche erweitert und die Fahrzeugkapazität von 75 auf 105 Pkw erhöht. Statt 800 Passagieren konnten nun 900 Passagiere befördert werden.
Im Oktober 1991 kam das Schiff zu SweFerry, die es weiter zwischen Helsingborg und Helsingør betrieb.
Ende Mai 1996 wurde die Fähre außer Dienst gestellt und in Helsingør aufgelegt.

### Cozumel II
1997 wurde das Schiff an die mexikanische Reederei Maritima Chan Kenab verkauft und in Cozumel II umbenannt. In der Folge verkehrte es zwischen Puerto Morelos auf der mexikanischen Halbinsel Yucatán und der ihr vorgelagerten Insel Cozumel.
Als im Oktober 2005 der Hurrikan Wilma in Richtung Yucatáns zog, sollte das Schiff zum Schutz vor dem Hurrikan nach Belize gebracht werden. Am 21. Oktober erlitt es kurz vor dem Ziel einen Motorschaden und trieb in der Folge auf ein Korallenriff. Da für die Besatzung keine unmittelbare Gefahr bestand, wurde sie erst am folgenden Morgen per Hubschrauber abgeborgen. Das Schiff war beim Aufgrundlaufen stark beschädigt worden und wurde von der Reederei aufgegeben.
Durch Hurrikan Dean im August 2007 wurden Schiff und Korallenriff weiter beschädigt. Die Behörden entschieden daraufhin, dass das Schiff vom Korallenriff entfernt werden müsse, um weitere Schäden zu vermeiden. Am 16. Mai 2010 wurde es mithilfe von Schleppern vom Riff gezogen und später in Mexiko verschrottet.

## Technische Daten und Ausstattung
Das Schiff wurde von vier Ruston-Dieselmotoren des Typs 6ARM mit zusammen 3970 kW Leistung angetrieben. Die Motoren wirkten auf zwei Verstellpropeller. Das Schiff war mit einem Bugstrahlruder ausgerüstet. Für die Stromerzeugung standen fünf von Volvo-Penta-Dieselmotoren angetriebene Generatoren zur Verfügung.
Das Schiff verfügte über ein durchlaufendes Fahrzeugdeck, das über eine Bug- und eine Heckrampe zugänglich war. Die Bugrampe befand sich hinter einem nach oben aufklappbaren Bugvisier. Das Fahrzeugdeck war größtenteils geschlossen, lediglich der hintere Bereich war nach oben offen.
Die Brücke befand sich im vorderen Bereich des Schiffes. Sie war über die gesamte Breite geschlossen. Zur besseren Übersicht gingen die Nocken etwas über die Schiffsbreite hinaus.